# 頂峰航空 (尼泊爾)
頂峰航空（英語：Summit Air），前稱戈瑪航空（英語：Goma Air），是一家以尼泊爾加德滿都為基地的航空公司。戈瑪航空在2017年3月13日更名為頂峰航空，主要營運尼泊爾國內航班。

## 歷史
戈瑪航空於2011年2月成立，營運初期採用塞斯納208B。2014年,戈瑪航空引進能載18人的Let_L-410，是尼泊爾首家採用此機型的航空公司。2017年，戈瑪航空更名為頂峰航空。

## 機隊
- 2架塞斯納208B
- 3架Let 410 UVP-E20

## 外部連結
- 官方网站